# Подемски, Тамара
Тамара Подемски (англ. Tamara Podemski; род. 16 октября 1977, Торонто) — канадская актриса кино и телевидения, телевизионная сценаристка; «мультидисциплинарная артистка».

## Биография
Тамара Подемски родилась 16 октября 1977 года в Торонто (Канада). Там она на протяжении десяти лет (с 8 до 18) обучалась в Школе исполнительских искусств Клод Уотсон. Отец — израильский еврей из Кфар-Савы, мать — «коренная канадка» из группы анишинаабе, родом из Саскачевана. Её бабушка и дедушка по отцовской линии были евреями родом из Польши, пережили Холокост, переехали в Канаду после Второй мировой войны. Бабушка и дедушка по материнской линии — «коренные канадцы», у которых, по словам Тамары, «их культурную самобытность систематически отбирали в том, что в Канаде называлось школами-интернатами». Есть две сестры, которые тоже стали актрисами: Дженнифер (род. 1973) и Сара (род. 1983). После многих лет брака мать Тамары развелась (в связи со своим алкоголизмом) с её отцом, и три девочки остались на воспитании мужчины.
С 1994 года начала сниматься в кино- и телефильмах, в телесериалах. Довольно активно снималась до 2013 года, после чего в её карьере наступил пятилетний перерыв. С 2018 года вернулась на экраны и продолжила сниматься, преимущественно в сериалах. Большинство ролей Подемски связаны с этнической принадлежностью, с культурными особенностями.
«Страстный преподаватель и защитница искусства, разрабатывающая программы, направленные на расширение прав и возможностей молодёжи и женщин посредством написания песен, танцев и рассказывания историй».

### Личная жизнь
10 июня 2001 года Подемски вышла замуж за канадского актёра и сценариста по имени Даррелл Деннис (род. ок. 1973). 28 мая 2006 года последовал развод.
1 сентября 2013 года она вышла замуж за английского актёра по имени Джейми Томас Кинг (род. 1981).

## Награды и номинации
С полным списком кинематографических наград и номинаций Тамары Подемски можно ознакомиться на сайте IMDb.
- 2007 — «Специальный приз жюри за драматическое исполнение» американского кинофестиваля «Сандэнс» за роль в фильме «Четыре простыни по ветру[англ.]»[4].
- 2020 — Canadian Screen Awards[англ.] в категории «Лучший сценарий в фактологической программе или сериале» за сценарий документального сериала «История будущего» — победа.
- 2021 — Canadian Screen Awards в категории «Лучшая актриса второго плана (драма)» за роль в телесериале «Коронер[англ.]» — победа[15].

## Фильмография

### Актриса: широкий экран
- 1994 — Танцуй со мной на улице / Dance Me Outside — маленькая Маргарет
- 2007 — Четыре простыни по ветру[англ.] / Four Sheets to the Wind — Майри Смолхилл
- 2012 — Блаженны нищие духом[англ.] / The Lesser Blessed — Верна Соул
- 2019 — Почётный гость[англ.] / Guest of Honour — детектив Гров
- 2023 — Причудливый танец[англ.] / Fancy Dance — Рики

### Актриса: Телевидение
- 1996—1997 — ? / The Rez — Люси Пегахмагабоу (в 3 эпизодах)
- 1996—1997 — Готовы или нет[англ.] / Ready or Not — Карла Словински (в 10 эпизодах)
- 2007 — ? / Rabbit Fall — Габриэль (в 4 эпизодах)
- 2008 — Новый Амстердам / New Amsterdam — девушка-ленапе (в пилотном эпизоде)
- 2012 — Хартленд[англ.] / Heartland — Эйприл (в эпизоде Wild Horses[англ.])
- 2013 — Легавый / Copper — охотница-«ловушечница» (в эпизоде Home, Sweet Home[англ.]; в титрах не указана)
- 2013 — Надломленные[англ.] / Cracked — Кайя Грей (в эпизоде Ghost Dance)
- 2019 — Холли Хобби[англ.] / Holly Hobbie — доктор Мэннинг (в эпизоде The Hesitant Heroine)
- 2019—2021 — Коронер[англ.] / Coroner — Элисон Трент (в 16 эпизодах)
- 2020 — Беги / Run — Малышка Облачко (в 2 эпизодах)
- 2022 — Призраки / Ghosts — доктор Лонг (в эпизоде Thorapy)
- 2022—2023 — Псы резервации / Reservation Dogs — Тини (в 4 эпизодах)
- 2022 — н. в. — Внешние сферы / Outer Range — помощник шерифа (позднее — шериф) Джой (в 10 эпизодах)
- 2023 — Школа монстров[англ.] / Monster High — тренер Громовая Птица (в 2 эпизодах; озвучивание)
- 2025 — н. в. — Киллербот / Murderbot — Бхарадвай (в 10 эпизодах)

### Сценаристка
- 2018—2019 — История будущего / Future History — 26 эпизодов